# Nucli de població
Un nucli de població és el territori més o menys delimitat que ocupa una determinada entitat de població. Es contraposa al disseminat per comptar amb una continuïtat urbanística espacialment manifesta, determinada per raó de d'una vinculació molt estreta entre els edificis i vials que el formen.
L'INE al seu nomenclàtor el defineix com el conjunt d'almenys deu edificacions que estan formant carrers, places i altres vies urbanes, amb l'excepció de ser menys de deu sempre que la població total superi els 50 habitants. S'hi inclouen en el nucli aquelles edificacions que estant aïllades, disten menys de 200 metres dels límits exteriors de l'esmentat conjunt, si bé en la determinació de dita distància hem d'excloure'n els terrenys ocupats per instal·lacions industrials o comercials, parcs, jardins zones esportives, cementiris, aparcaments i altres, així com els canals o rius que puguin ser creuats per ponts.
No tots els nuclis de població descrits als nomenclàtors i relacions de toponímia són recollits a les estadístiques de les agències governamentals (per exemple, INE o IDESCAT).